# Robert Curl
Robert Floyd Curl, Jr. (n. 23 august 1933, Alice, Texas, SUA – d. 3 iulie 2022, Houston, Texas, SUA) a fost un chimist american, laureat al Premiului Nobel pentru chimie (1996).